# Юра (Луна)

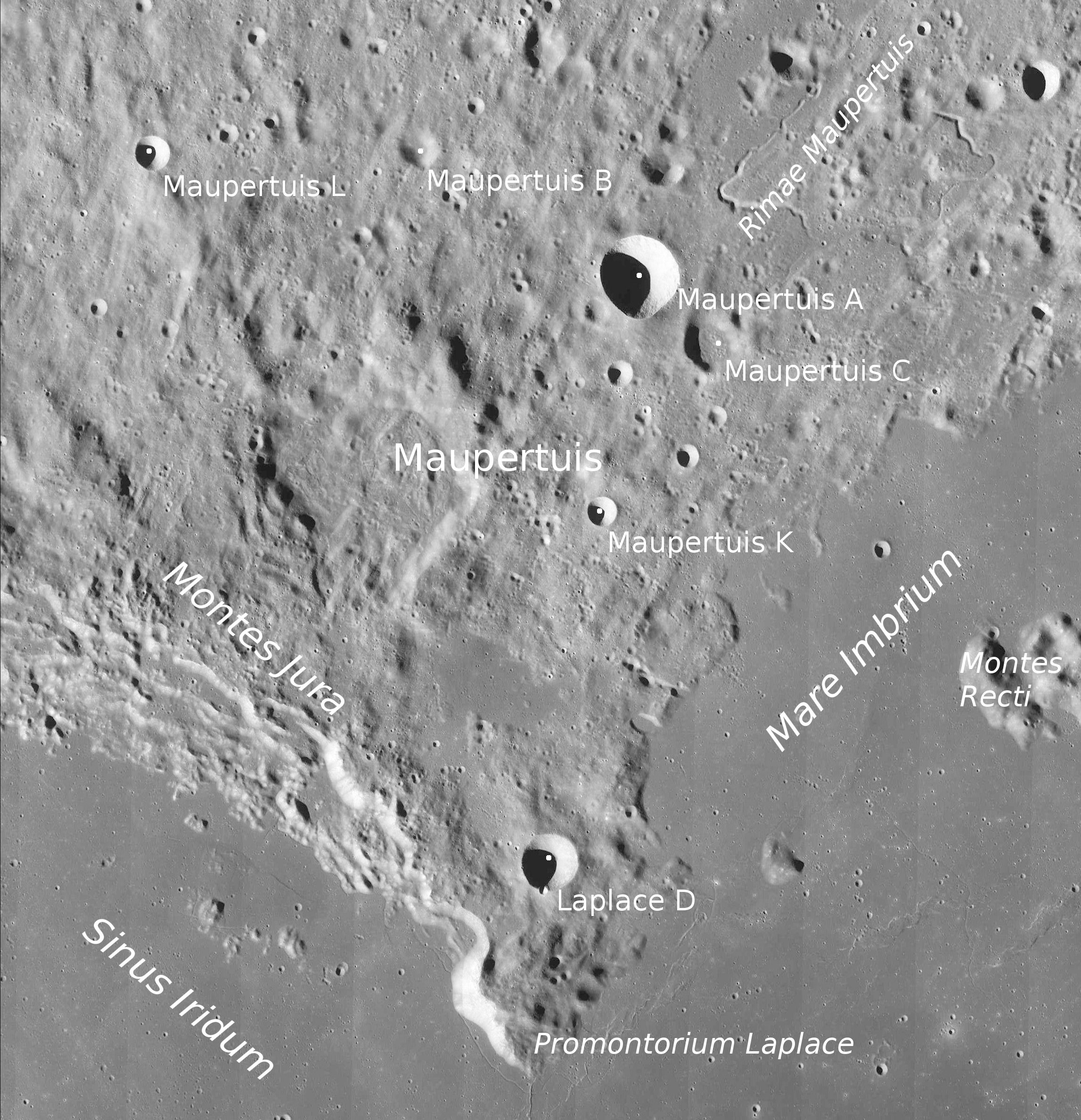
Снимок зонда Lunar Reconnaissance Orbiter.

 Горы Юра́  (лат. Montes Jura) — горы на видимой стороне Луны, окружающие Залив Радуги в северо-западной части Моря Дождей. Диаметр горной структуры составляет около 420 км, максимальная высота гор над окружающей местностью — около 4700 м (в северо-западной части). Юго-западная оконечность гор носит название мыс Гераклида (лат. Promontorium Heraclides), северо-восточная оконечность — мыс Лапласа (Promontorium Laplace). В северо-западной части гор находится кратер Бьянкини.. Горы расположены в районе, ограниченном селенографическими координатами 41,06° — 48,68 ° с.ш., 27,64° — 37,77° з.д..
Некогда горы Юра представляли собой внешний вал кратера диаметром около 260 км. Юго-восточная часть вала кратера была разрушена и вместе с самим кратером заполнена базальтовой лавой из Моря Дождей. Так образовался Залив Радуги.
В соответствии с традицией именования лунных гор по названию земных, использовано название гор Юра — горного массива в Швейцарии и Франции.